# جانسونتاون (ویرجینیای غربی)
جانسونتاون (به انگلیسی: Johnstown) یک منطقهٔ مسکونی در ایالات متحده آمریکا است که در شهرستان رالی، ویرجینیای غربی واقع شده‌است. جانسونتاون ۷۲۳٫۹۱ متر بالاتر از سطح دریا واقع شده‌است.